# Friedrich August Krässe
Friedrich August Krässe (Kraesse, Kresse, * 10. November 1787 in Dorna; † 21. Oktober 1849 in Gera) war ein deutscher Müller und Politiker.

## Leben
Krässe war der Sohn des Erb- und Eigentumsmüllers Johann Krässe in Dorna und dessen Ehefrau Johanna Friederike Sophia geborene Rahning aus Dorna. Er war evangelisch-lutherischer Konfession und heiratete Januar 1809 in Dorna Johanna (Hanne) Sophia Neudeck (* 22. August 1789 in Culmitzsch; † 17. Dezember 1864 in Dorna), die Tochter des Rittergutsbesitzers Johann Gottlieb Neudeck, Hochadeliger Pächter in Culmitzsch und später Herr auf Kroitsch.
Krässe war Erb- und Eigentumsmüller.
Vom 2. Oktober 1848 bis zum 7. Oktober 1849 war er Abgeordneter im Landtag Reuß jüngerer Linie.